# Euproctis albinula
Euproctis albinula är en fjärilsart som beskrevs av Erich Martin Hering 1926. Euproctis albinula ingår i släktet Euproctis och familjen tofsspinnare. Inga underarter finns listade i Catalogue of Life.